# Nerses von Lambron
Nerses von Lambron (armenisch Ներսես Լամբրոնացի; Nerses Lambronatsi)

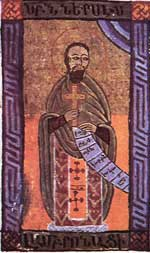
Nerses von Lambron, Miniatur 1643

(* 1153 auf der Burg Lambron (Armenien); † 17. Juli 1198 in Tarsus (Türkei)) war Erzbischof von Tarsus im Königreich Kleinarmenien sowie eine der bedeutendsten Vertreter der armenischen Literatur und der armenischen apostolischen Kirche.

## Leben
Nerses von Lambron stammte aus dem Geschlecht der Hethumiden. Er war ein Sohn des Oshin II. (1125–1170) und der Schahanducht, die aus dem Geschlecht der Pahlavuni stammte und eine Nachfahrin des Gregor des Erleuchters war. Sein Großonkel war Katholikos Nerses IV. Schnorhali. Von ihm wurde Nerses als 16-jähriger 1169 zum Priester geweiht. 1176 weihte ihn der neue Katholikos Gregor IV. Tgha zum Bischof.
An der Synode von Hromkla hielt er 1179 eine berühmt gewordene Synodalrede, die von seinen großen Bemühungen um die Union der armenischen Kirche mit der griechischen zeugt. Diese Rede gilt als Meisterstück von Eloquenz und Stil; sie zeigt Frische und Vitalität, theologischen und ökumenischen Weitblick sowie Enthusiasmus für die Einheit der Kirche. Der Tod des byzantinischer Kaisers Manuel I. Komnenos 1180 machte seine Bemühungen zunichte.
1180/81 wurde ihm die Verantwortung für die Diözese Tarsus anvertraut. Als Förderer der Ökumene wurde er beim Fürsten (und späteren König) Lewon als Verräter des wahren Glaubens und der Traditionen der armenischen Kirche verleumdet, wegen seiner Offenheit gegenüber den anderen Kirchen und seiner Leidenschaft für die Einheit. Lewon schenkte ihm jedoch sein Vertrauen und schickte ihn nach Konstantinopel zur Wiederaufnahme der Verhandlungen im Hinblick auf eine Wiedervereinigung der Kirchen.

## Werke
Nerses von Lambron gilt als einer der größten Schriftsteller der armenischen Literatur, als Poet und Autor von Kommentaren, Reden, Briefen wie auch als Übersetzer – er beherrschte die Sprachen Griechisch, Lateinisch, Syrisch und Koptisch. Ebenso verfasste er liturgische und hagiographische Schriften.
- Iso Baumer (Hrsg.): Nerses von Lambron - Die Ungeduld der Liebe. Zur Situation der christlichen Kirchen. Unter Mitarbeit von Franz Mali, Abel Manoukian, Boghos Levon Zekiyan und Thomas Kremer; Paulinus Verlag, Trier; 2013; ISBN 978-3-7902-1460-4
- Robert W. Thomson: Nerses of Lambron. Commentary on the Revelation of Saint John. Translation of the Armenian Text, Notes and Introduction; Leuven-Paris-Dudley, MA; 2007; ISBN 978-90-429-1866-5
- Nersès de Lambron: Explication de la Divine Liturgie. Traduction, introduction et notes par Isaac Kechichian; Beyrouth, Dar el-Machreq édit.; 2000; ISBN 2-7214-6017-X
- Nersès di Lambron: Il primato della carità. Discorso sinodale - Atenabanut'iwn. Introduzione e note a cura di Boghos Levon Zekiyan. Traduzione a cura di Boghos Levon Zekiyan e Valerio Lanzarini, Dizioni Qiqaion, Comunità di Bose, Magnano; 1996